# Felix Basch
Felix Basch (16 de septiembre de 1885 - 17 de marzo de 1944) fue un actor, director y guionista cinematográfico austriaco. 

## Biografía
Nacido en Viena, Austria, Felix Basch inició su carrera artística como actor teatral, entrando a formar parte de la compañía del Burgtheater de Viena. En 1911 se casó con Grete Freund, una cantante de opereta con la cual viajó en gira por Rusia. Al año siguiente la pareja se estabilizó en Berlín donde, en 1913, Basch empezó a trabajar en el cine, actuando en su primera película. Dos años después, en 1915, debutó como director. En los años 1920 se había convertido en uno de los más afamados directores del cine mudo alemán. 
Pero, tras la subida al poder de los nazis, el matrimonio decidió abandonar Alemania buscando refugio en los Estados Unidos. La pareja había tenido un hijo, Peter Basch, que con el tiempo llegaría a ser un afamado fotógrafo. La familia, en un principio, vivió en Nueva York, mudándose en 1935 a Hollywood. Pero, como tantos otros emigrantes, Basch no consiguió establecerse como cineasta en los Estados Unidos. Por ello decidió volver a Europa donde, en el Reino Unido y en Francia, intentó dedicarse a la redacción de guiones. En 1939 volvió definitivamente a Estados Unidos, ganándose la vida haciendo pequeños papeles en películas de propaganda americana, mientras que su mujer, primero en Nueva York y después en Los Ángeles, abrió restaurantes de cocina vienesa con fortuna desigual.
En 1944, tras haber sido sometido a una transfusión, a Basch se le diagnosticó una hepatitis B que le produjo rápidamente la muerte. Falleció en  Los Ángeles, California, el 17 de marzo de 1944, a los cincuenta y ocho años de edad.

## Filmografía

### Director
| - Um ihres Kindes Glück (1915) - Die letzte Partie (1915) - Der Herr Baron (1915) - Der Tunnel (1915) - Talarso (1916) - Stein unter Steinen (1916) - Fliegende Schatten (1916) - Die Laune einer Modekönigin (1916) - Die Last (1916) - Der Hund mit dem Monokel (1916) - Börse und Adel (1916) - Eine Nacht in der Stahlkammer (1917) - Eine Nacht im Wolkenkratzer (1917) - Die Silhouette des Teufels (1917) - Fantasie des Aristide Caré (1918) - Die Rose von Stambul (1919) - Mascotte (1920) - Patience, codirigida con Paul Leni (1920) - Menschen von Heute (1920) - Hannerl und ihre Liebhaber (1921) - Die Bettlerprinzessin (1921) | - Eines großen Mannes Liebe (1921) - Die Geliebte Roswolskys (1921) - Fräulein Julie (1922) - Der Fluch des Schweigens (1922) - Sodoms Ende (1922) - Der Strom (1922) - Jugendsünden (1923) - Ein glückhaft Schiff (1923) - Ihr Weg zum Erfolg (1925) - Schicksal (1925) - Finale der Liebe (1925) - Der Mann seiner Frau (1926) - Das Mädel auf der Schaukel (1926) - Schatz, mach' Kasse (1926) - Der Sohn des Hannibal (1926) - Die Dollarprinzessin und ihre sechs Freier (1927) - Eins + Eins = Drei (1927) - Mascottchen (1929) - Zwei Krawatten, codirigida con Richard Weichert (1930) - Seine Freundin Annette (1931) |

### Actor (selección)
| - Selbstgerichtet oder Die Gelbe Fratze, de Hubert Moest (1914) - Mein Leopold, de Heinrich Bolten-Baeckers (1914) - Heimgekehrt, de Franz Hofer (1914) - Ein Skandal in der Gesellschaft (1914) - Der Schuß um Mitternacht, de Walter Schmidthässler (1914) - Das Paradies der Frauen (1914) - Das eiserne Kreuz, de Richard Oswald (1914) - Die Ehe auf Kündigung, de Walter Schmidthässler (1914) - Das Paradies der Damen, de Max Mack (1914) - Ein Kindesherz, de Walter Schmidthässler (1914) - Nelly - Nelly - 2. Teil - Um ihres Kindes Glück - Die letzte Partie - Der Onkel aus Amerika, de Hans Hyan (1915) | - Der Herr Baron - Der falsche Schein - Lache Bajazzo, de Richard Oswald (1915) - Kehre zurück! Alles vergeben!, de Max Mack (1915) - Arme Maria - Eine Warenhausgeschichte - Mascotte, de Felix Basch (1920) - Hannerl und ihre Liebhaber, de Felix Basch (1921) - Women in Bondage, de Steve Sekely (1943) - The Desert Song, de Robert Florey (1943) - None Shall Escape, de André De Toth (1944) - Uncertain Glory, de Raoul Walsh (1944) - The Hitler Gang, de John Farrow (1944) - The Mask of Dimitrios, de Jean Negulesco (1944) - Wilson, de Henry King (1944) |